# Primera División (1954/1955)
Primera División 1954/1955 był 24 sezonem najwyższej ligi piłkarskiej w Hiszpanii.
Kluby występujące w sezonie 1954/1955:
| - Athletic Bilbao - Atlético Madryt - FC Barcelona - Celta Vigo - Deportivo Alavés - Deportivo La Coruña - Espanyol Barcelona - Hércules CF |  | - UD Las Palmas - Málaga CF - Racing Santander - Real Madryt - Real Sociedad - Real Valladolid - Valencia CF - Sevilla FC |

## Tabela po zakończeniu sezonu
| Miejsce | Klub                | M  | Z  | R  | P  | GZ | GS | Pkt | RB  | Komentarz                  |
| ------- | ------------------- | -- | -- | -- | -- | -- | -- | --- | --- | -------------------------- |
| 1       | Real Madryt         | 30 | 20 | 6  | 4  | 80 | 31 | 46  | 49  | Mistrz kraju               |
| 2       | FC Barcelona        | 30 | 17 | 7  | 6  | 75 | 39 | 41  | 36  |                            |
| 3       | Athletic Bilbao     | 30 | 15 | 9  | 6  | 78 | 39 | 39  | 39  |                            |
| 4       | Sevilla FC          | 30 | 15 | 4  | 11 | 74 | 58 | 34  | 16  |                            |
| 5       | Valencia CF         | 30 | 15 | 3  | 12 | 71 | 60 | 33  | 11  |                            |
| 6       | Hércules CF         | 30 | 11 | 9  | 10 | 46 | 57 | 31  | -11 |                            |
| 7       | Deportivo La Coruña | 30 | 12 | 6  | 12 | 52 | 59 | 30  | -7  |                            |
| 8       | Atlético Madryt     | 30 | 11 | 7  | 12 | 59 | 64 | 29  | -5  |                            |
| 9       | Real Valladolid     | 30 | 11 | 5  | 14 | 48 | 56 | 27  | -8  |                            |
| 10      | Deportivo Alavés    | 30 | 11 | 5  | 14 | 51 | 62 | 27  | -11 |                            |
| 11      | Celta Vigo          | 30 | 10 | 7  | 13 | 55 | 60 | 27  | -5  |                            |
| 12      | UD Las Palmas       | 30 | 10 | 7  | 13 | 45 | 69 | 27  | -24 |                            |
| 13      | Espanyol Barcelona  | 30 | 8  | 10 | 12 | 42 | 46 | 26  | -4  |                            |
| 14      | Real Sociedad       | 30 | 9  | 6  | 15 | 48 | 53 | 24  | -5  |                            |
| 15      | Racing Santander    | 30 | 9  | 2  | 19 | 39 | 81 | 20  | -42 | Spadek do Segunda División |
| 16      | Málaga CF           | 30 | 6  | 7  | 17 | 36 | 65 | 19  | -29 | Spadek do Segunda División |

Legenda:
M – mecze,
Z – zwycięstwa,
R – remisy,
P – porażki,
GZ – gole zdobyte,
GS – gole stracone,
Pkt – punkty,
RB – różnica bramek
Król strzelców:
- 29 goli - Juan Arza (Sevilla FC)